# Neoneuromus latratus
Neoneuromus latratus är en insektsart som först beskrevs av Robert McLachlan 1869.
Neoneuromus latratus ingår i släktet Neoneuromus och familjen Corydalidae. Utöver nominatformen finns också underarten Neoneuromus latratus latratus.